# Wałcz Południowy
Wałcz Południowy – nieistniejąca stacja kolejowa w Wałczu w Polsce, w województwie zachodniopomorskim, w powiecie wałeckim, w gminie Wałcz.